# 齋部廣成

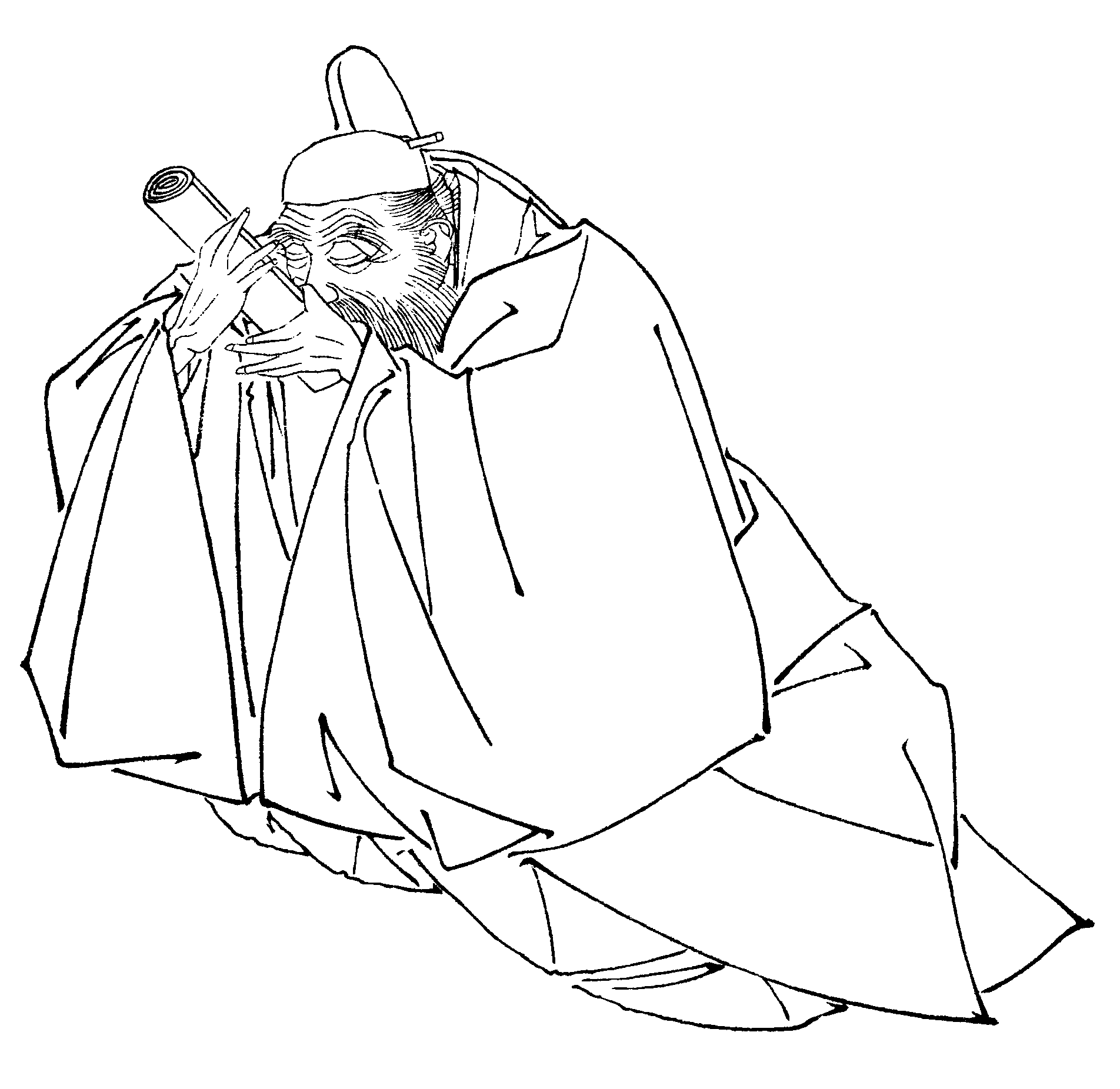
齋部廣成

齋部廣成（日语：／，？—？，生卒年不詳）是平安時代初期（8世紀到9世紀）的日本人。姓為宿禰。是神祇少副齋部浜成之子。 位及從四位下、神祇大副。有三子，依次為齋部伴主、齋部木上、齋部弟上。

## 生平
齋部氏（即忌部氏）歷代擔任祭祀職務，可與中臣氏並肩的。不過到齋部廣成的時候已經逐漸被中臣氏的裔流藤原氏取代。
齋部廣成在807年（大同2年）時受平城天皇之詔編寫《古語拾遺》，翌年（大同3年）受從五位下。